# Oches

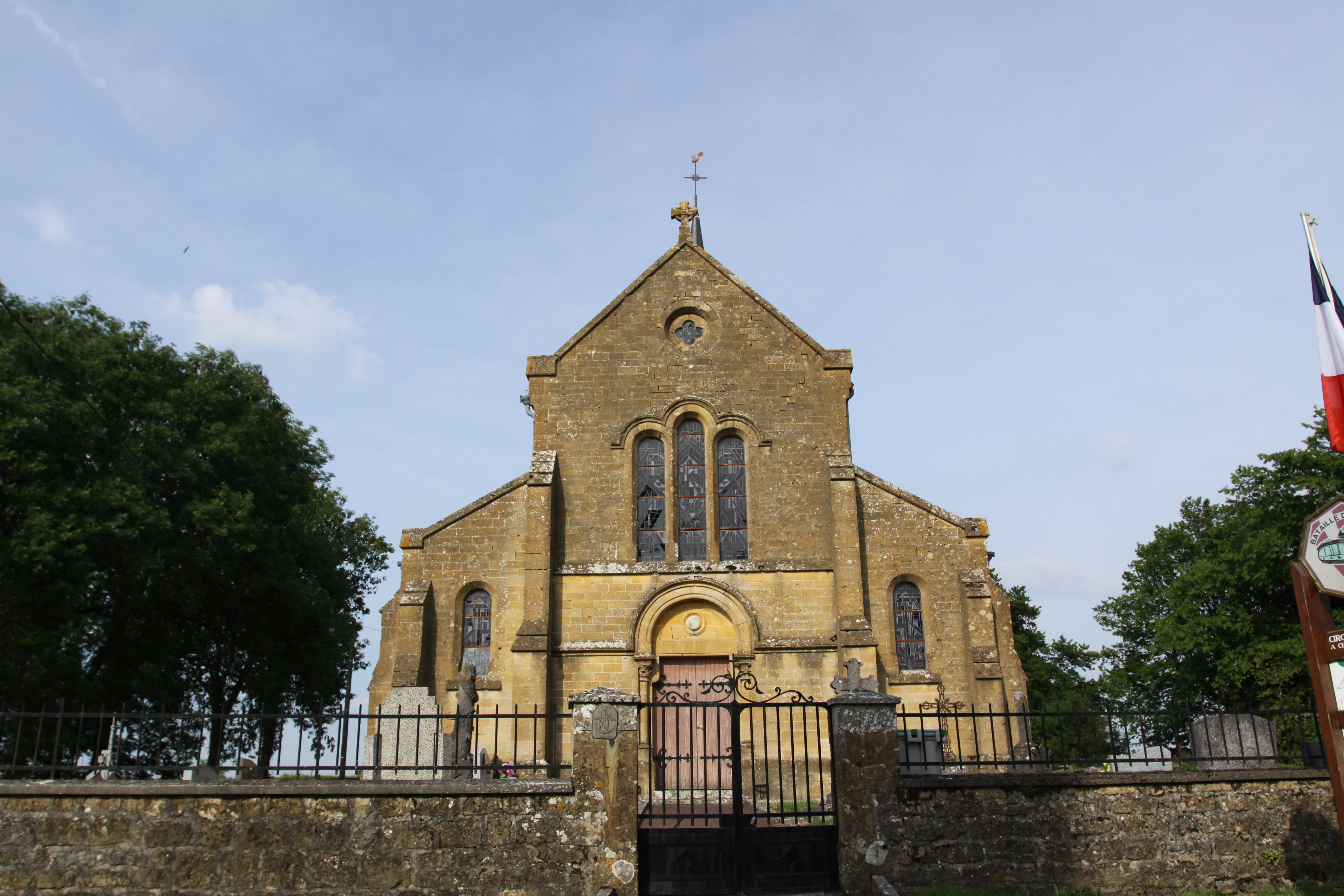
Kostel sv. Lamberta

Oches je francouzská obec v departementu Ardensko v regionu Grand Est.
V roce 2011 měla obec 42 obyvatel, rozloha činí 6,76 km². Obec leží v nadmořské výšce 182 – 270 m n. m.

## Sousední obce
Sousední obce jsou Saint-Pierremont, Verrières, Sy, La Berlière a Sommauthe.